# Elke Günthner
Elke Günthner (1964. július 14. –) német nemzetközi női labdarúgó-játékvezető.

## Pályafutása

### Nemzeti játékvezetés
Nemzeti labdarúgó-szövetségének megfelelő játékvezető bizottságai minősítése alapján jutott magasabb osztályokba. A küldési gyakorlat szerint rendszeres 4. bírói szolgálatot is végzett. 2003-ban lett a Bundesliga játékvezetője. A nemzeti játékvezetéstől 2006-ban vonult vissza. 2003 – 2006 között 29 Bundesliga mérkőzést vezetett.

### Nemzetközi játékvezetés
A Német labdarúgó-szövetség Játékvezető Bizottsága (JB) terjesztette fel nemzetközi játékvezetőnek, a Nemzetközi Labdarúgó-szövetség (FIFA) 1999-től tartotta nyilván bírói keretében. A FIFA JB központi nyelvei közül a németet beszéli. 
Több nemzetek közötti válogatott és klubmérkőzést vezetett, vagy működő társának 4. bíróként segített. A  nemzetközi játékvezetéstől 2006-ban búcsúzott.

#### Női labdarúgó-világbajnokság
A világbajnoki döntőkhöz vezető úton Egyesült Államok rendezte a 3., az 1999-es női labdarúgó-világbajnokságot, ahol a FIFA JB játékvezetőként alkalmazta. Világbajnokságon vezetett mérkőzéseinek száma: 1.

##### 1999-es női labdarúgó-világbajnokság

###### Világbajnoki mérkőzés
| Időpont          | Helyszín                | Mérkőzés típusa              | Mérkőzés   | Eredmény | Nézők száma |
| ---------------- | ----------------------- | ---------------------------- | ---------- | -------- | ----------- |
| 1999. június 23. | Civic Stadion, Portland | csoportmérkőzés (D. csoport) | Kína–Ghána | 7 – 0    | 17 668      |

#### Nemzetközi kupamérkőzések
Vezetett kupadöntők száma: 1.

##### Női UEFA-kupa
| Időpont         | Helyszín       | Mérkőzés típusa | Mérkőzés                 | Eredmény | Nézők száma |
| --------------- | -------------- | --------------- | ------------------------ | -------- | ----------- |
| 2003. június 9. | T3 Arena, Umeå | döntő           | Umeå IK–Fortuna Hjørring | 4 – 1    | 7648        |

## Sportvezetőként
Aktív pályafutását befejezve a DFB, valamint a FIFA JB oktatója, ellenőre.